# マーク・ハートマン
マーク・アンドリュー・ハートマン（英語: Mark Andrew Hartmann、1992年1月20日 - ）は、イングランド・サウサンプトン出身のフィリピン代表サッカー選手。ポジションはFW。

## クラブ歴
ユース時代はサウサンプトンFC、ポーツマスFC、スウィンドン・タウンFCに在籍したが、2009-10シーズン末に放出された。
2010年にウェセックス・フットボールリーグに所属するブラックフィールド&ラングリーFCに加入。11月9日のアレスフォード・タウンFC戦ではハットトリックを決めて4-2で勝利した。
2011年初めにフィリピンに渡りマニラ・ノーマッズSCに加入した。2010-11シーズン中の移籍市場で同年4月にロヨラ・メラルコ・スパークスFCに加入、フィリピン・エア・フォースFC戦で初得点。その後、最終3節で7得点をあげ、フィリピン・ネイビーFC戦でハットトリック、最終節では4得点を記録しそれぞれ勝利の立役者となった。その後2011年10月15日のチーム・サッカールーFC戦では5得点をあげた。
2013年にグローバルFCに移籍し、2014シーズンは27得点をあげて単独得点王に輝いた。
2016年6月30日にSリーグのゲイラン・インターナショナルFCが彼と契約した事をfacebook上で発表。フィリピン人として初めてSリーグに所属した選手となった。契約は12月末までの短期であったが、加入翌日の7月1日に行われたシンガポール・カップのアルビレックス新潟シンガポール戦で早速初出場。合計で11試合に出場し8得点の結果を残した。それでも資金面の都合上契約は更新されず放出され、タイやマレーシア、フィリピンのクラブから契約の打診を受けた。
2016年11月にマレーシアのサラワクFAでトライアルに参加。12月16日に1シーズンの契約で合意に至った。サラワクFAでの初得点はケダFA戦で彼はこの試合でフリーキックを決めて得点、その後ピアラFAマレーシアのMISC戦でハットトリックを達成した。合計15試合に出場しリーグで3得点、カップで4得点の結果を残し、2017年5月に契約を抹消された。サラワクFAから放出され無所属の身になった所で彼はペナンFAに加入した。
2018年から2シーズンに渡ってタイ・リーグ1でプレーし、ウボンUMTユナイテッド、ラーチャブリー・ミトポン、スパンブリー、ナコーンラーチャシーマーを渡り歩いた。
2019年12月21日、セレス・ネグロスFCに移籍。AFCチャンピオンズリーグ2020プレーオフのFC東京戦にも出場した。しかし、2020年2月21日にマレーシア・スーパーリーグのプタリン・ジャヤ・シティFCに移籍し、セレス・ネグロスでのプレーはわずか2ヶ月で終わった。

## 代表歴
2011年9月に行われた代表のトレーニングに招集され、龍騰杯2011に挑む20人及びU-23代表が出場する2011年東南アジア競技大会のメンバーに選出された。龍騰杯では香港代表戦で出場し代表初出場となった。東南アジア競技大会ではベトナムU-23代表戦との開幕戦で初出場し、U-23代表としてもデビューした。
A代表初得点となったのはフィリピンピースカップ2014のチャイニーズタイペイ代表戦で、この試合で彼は2得点をあげた。更に同年10月12日に行われたパプアニューギニア代表戦では前半にハットトリックを達成し、5-0の快勝を作り出した。

## 監督歴
2011年にマニラ・ノーマッズSCの女子チームであるノーマッズ・ストレッチマークスの初代監督に就任し指導者となった。このチーム名のマークスは彼の名前に由来している。

## 家族
兄のダレン・ハートマン、マシュー・ハートマンもサッカー選手。

## 個人成績
2017年11月28日現在
代表での得点一覧
| #  | 日附           | 場所                                     | 対戦相手             | 得点 | 結果 | 大会                       |
| -- | -------------- | ---------------------------------------- | -------------------- | ---- | ---- | -------------------------- |
| 1. | 2014年9月3日   | マニラ・リサール・メモリアル・スタジアム | チャイニーズタイペイ | 4–0  | 5–1  | フィリピンピースカップ2014 |
| 2. | 2014年9月3日   | マニラ・リサール・メモリアル・スタジアム | チャイニーズタイペイ | 5–1  | 5–1  | フィリピンピースカップ2014 |
| 3. | 2014年10月12日 | マニラ・リサール・メモリアル・スタジアム | パプアニューギニア   | 1–0  | 5–0  | 親善試合                   |
| 4. | 2014年10月12日 | マニラ・リサール・メモリアル・スタジアム | パプアニューギニア   | 2–0  | 5–0  | 親善試合                   |
| 5. | 2014年10月12日 | マニラ・リサール・メモリアル・スタジアム | パプアニューギニア   | 3–0  | 5–0  | 親善試合                   |
| 6. | 2014年10月12日 | マニラ・リサール・メモリアル・スタジアム | パプアニューギニア   | 5–0  | 5–0  | 親善試合                   |
| 7. | 2014年10月31日 | ドーハ・グランド・ハマド・スタジアム     | ネパール             | 3–0  | 3–0  | 親善試合                   |

## タイトル

### クラブ
グローバル
- ユナイテッド・フットボールリーグ: 2014[28]

### 個人
- ユナイテッド・フットボールリーグ得点王: 2014